# ريد الكسندر
ريد الكسندر هو لاعب كرة القدم الكندية كندي، ولد في 30 سبتمبر 1987 في مدسين هات في كندا.